# Жагањец
Жагањец (пољ. Żaganiec) село је у округу Илова у повјату Жагањ, који се налази у Војводству лубушком на западу Пољске. Налази се отприлике 8 километара сјевероисточно од Илове, 8 километара југозападно од Жагања и 45 километара југозападно Зјелоне Горе.
Село је 2010. године имало око 102 становника.

## Историја
Име села на њемачком је било Hermsdorf b. Sagan. До 1945. године село се налазило у саставу Њемачке (Територијалне промјене Пољске одмах послије Другог свјетског рата). Њемачко становништво је протерано из села, у селу су затим досељени Пољаци.
Од 1975. до 1998. године, село је административно припадало Војводству Зјелоне Горе. Од 1999. године је административно припадало Војводству лубушком